# Wiktor Suwara
Wiktor Suwara (ur. 24 lipca 1996 w Łodzi) – polski lekkoatleta, sprinter.
Specjalizuje się w biegu na 400 metrów. Największe sukcesy odniósł w Mistrzostwach Polski Seniorów (Radom 2019), gdzie zwyciężył na swoim koronnym dystansie. Jest też dwukrotnym złotym medalistą z hali, gdzie zwyciężył w sztafecie mieszanej 4 × 400 metrów razem z Emilią Ankiewicz, Weroniką Wyka i Dariuszem Kowalukiem (Toruń 2018), oraz rok później w składzie z Weroniką Wyka, Agatą Kołecką i Dariuszem Kowalukiem (Toruń 2019). Indywidualnie jest brązowym medalistą Halowych mistrzostw Polski Seniorów 2021. Podczas Drużynowych Mistrzostw Europy w Lekkoatletyce (Bydgoszcz 2019) zajął 3. miejsce w sztafecie 4 × 400 metrów razem z Rafałem Omelko, Łukaszem Krawczukiem i Patrykiem Dobkiem.
W Mistrzostwach Świata w Lekkoatletyce 2019 (Dosze) (2019) zajął w sztafecie mieszanej 4 × 400 metrów 5. miejsce wraz z Rafałem Omelko, Igą Baumgart-Witan i Justyną Święty-Ersetic.